# آخرین موهیکان (فیلم ۱۹۳۶)
آخرین موهیکان (انگلیسی: The Last of the Mohicans) یک فیلم درام به کارگردانی جورج بی سیتز و تهیه‌کنندگی ادوارد اسمال محصول سال ۱۹۳۶ است که بر اساس رمانی به همین نام از جیمز فنیمور کوپر ساخته شد.

## بازیگران
- راندولف اسکات
- هدر آنجل
- بروس کابوت
- فیلیپ رید
- بینی بارنز
- هنری ویلکاکسن
- رابرت برت
- ویلیام وی. مونگ
- ویل استنتون
- فرانک مک‌گلین
- کلاد کینگ